# The Fray
The Fray er et amerikansk alternativt rockband, der debuterede i 2005 med albummet How To Save A Life. Albummet slog dog først rigtigt igennem i Europa i 2007, og solgte siden dobbelt platin i USA. Dette sikrede gruppen en Grammy-nominering for nummeret "Over My Head (Cable Car)", selvom albummets største hit var titelnummeret "How To Save A Life".
Det nye album The Fray gik direkte ind på nr. 1 i USA i starten af februar. Førstesinglen var "You Found Me". Albummet er lavet med producerne Mike Flynn og Aaron Johnson, der også stod bag bandets første album. Gruppen blev af musikpressen beskrevet som et miks mellem Coldplay og Counting Crows.

## Diskografi
- 2005: How to Save a Life
- 2009: The Fray
- 2012: Scars and Stories